# Cercopithifilaria
Cercopithifilaria ist eine weltweit verbreitete Gattung der Filarien, die in der Unterhaut verschiedener Säugetiere (Wiederkäuer, Hunde, Primaten, Mäuseartige, Beuteltiere, Stachelschweinverwandte, Schleichkatzen, Bären und Hasenartige) parasitieren. Morphologische Merkmale sind ein dünner Ösophagus, eine sehr kleine Mundhöhle, ein gerades, stummelförmiges Spiculum und eine reduzierte Anzahl von Kaudalpapillen, die nahe der Kloake zusammengedrängt sind. Zwischenwirte sind, soweit bekannt, Zecken. Diese nehmen die Mikrofilarien beim Zeckenstich auf, in ihrem Darm entwickeln sich die Larven 1, 2 und 3. Letztere werden beim nächsten Stich wieder auf den Endwirt übertragen.

## Arten
Die Gattung enthält 28 Arten:
- Cercopithifilaria bainae (Wirt: Hunde, Vorkommen: weltweit in den Subtropen)
- Cercopithifilaria bulboidea (Wirt: Japanischer Serau, Vorkommen: Japan)
- Cercopithifilaria cephalophi (Wirt: Schwarzrückenducker, Vorkommen: Afrika)
- Cercopithifilaria corneti (Wirt: Schleichkatzen, Vorkommen: Afrika)
- Cercopithifilaria crassa (Wirt: Sikahirsch, Vorkommen: Japan)
- Cercopithifilaria eberhardi (Wirt: Paviane, Vorkommen: Afrika)
- Cercopithifilaria gabonensis (Wirt: Stachelschweine, Vorkommen: Afrika)
- Cercopithifilaria grassi (Wirt: Hunde, Vorkommen: Südeuropa)
- Cercopithifilaria dermicola (Wirt: Rinder, Vorkommen: Afrika)
- Cercopithifilaria didelphis (Wirt: Opossums, Vorkommen: Südamerika)
- Cercopithifilaria faini (Wirt: Schwarzstirnducker, Vorkommen: Afrika)
- Cercopithifilaria japonica (Wirt: Kragenbär, Vorkommen: Japan)
- Cercopithifilaria johnstoni (Wirt: Beuteltiere, Vorkommen: Australien)
- Cercopithifilaria kenyensis (Wirt: Paviane, Vorkommen: Afrika)
- Cercopithifilaria leporinus (Wirt: Hasen, Vorkommen: Nordamerika)
- Cercopithifilaria longa (Wirt: Sikahirsch, Vorkommen: Japan)
- Cercopithifilaria minuta (Wirt: Japanischer Serau, Vorkommen: Japan)
- Cercopithifilaria multicauda (Wirt: Japanischer Serau, Vorkommen: Japan)
- Cercopithifilaria narokensis  (Wirt: Paviane, Vorkommen: Afrika)
- Cercopithifilaria pearsoni (Wirt: Beuteltiere,  Vorkommen: Australien)
- Cercopithifilaria roussilhoni (Wirt: Stachelschweine, Vorkommen: Afrika)
- Cercopithifilaria ruandae (Wirt: Rinder, Vorkommen: Afrika)
- Cercopithifilaria rugosicauda (Wirt: Reh, Vorkommen: Europa)
- Cercopithifilaria shohoi (Wirt: Japanischer Serau, Vorkommen: Japan)
- Cercopithifilaria tumidicervicata (Wirt: Japanischer Serau, Vorkommen: Japan)
- Cercopithifilaria verveti (Wirt: Äthiopische Grünmeerkatze, Vorkommen: Afrika)